# Restaurant Eugènia
El Restaurant Eugènia és un restaurant de Cambrils, Costa Daurada. Fundat el 1971 per Josep Pedrell provinent d'una família de restauradors cambrilenca: “els Gatell”. Regentat fins al seu tancament el març del 2010, per la tercera generació d'aquesta família, Josep Pedrell i la seva esposa Eugènia Rigual Clanxet. El restaurant s'ha caracteritzat per la cuina catalana clàssica i de mercat, introduint-hi elements de cuina d'autor.

## Història
La saga dels Gatell s'inicia l'any 1914 amb l'avi dels darrers restauradors. Amb els anys, d'aquell primer cafè en van arribar a néixer tres restaurants:  Can Gatell (Rodolfo Font), Casa Gatell (Joan Pedrell) i Restaurant Eugènia (Josep Pedrell). Josep Font Alterats va fundar l'any 1914 un negoci de barberia, fonda, cafè i restaurant. Era fill de Josep Font Gatell, d'aquí el popular nom de Gatell. El cafè l'anomenaren, “Cafè Gatell” o “Can Gatell”.
Als anys 20, la família Gatell va deixar la barberia i el cafè-fonda-restaurant es convertí en el més gran i important de Cambrils. A la dècada dels 50, aquell pioner establiment es dividí en dues meitats. Els pares de Josep Pedrell deixaren el cafè al seu oncle (Rodolfo Font) per quedar-se amb la fonda-restaurant. Però als anys 60 van deixar la fonda per quedar-se definitivament amb el restaurant. Així van sorgir Casa Gatell (per a Joan i Josep Pedrell) i Can Gatell (per a Rodolfo Font). Arribats als 70, Josep Pedrell i el seu germà Joan, van voler seguir camins diferents i van jugar-se a sorts el negoci familiar. Joan Pedrell va guanyar quedant-se, per tant, el restaurant Casa Gatell. Així que Josep Pedrell va fundar el 1971 el restaurant Eugènia de Cambrils, a pocs metres de l'antic Cafè Gatell. El seu bagatge com a restaurant finalitza el 23 de març de 2010 quan tanca definitivament les seves portes.

## Reconeixements
- 1980-1990. Una estrella Guia Michelin[9]

Ha estat mereixedor per la seva labor culinària de medalles, títols i trofeus, entre els quals es troben:
- 1977. Trofeo Internacional de Turismno y Hostelería
- 1984 Trofeo Gastronómico Internacional Europa 84
- 1985 Premio Master de Popularidad
- 1985 Cordón de Plata Gastronómico
- 1987 Mejor servicio de Catalunya
- Grande Maitre dans l'Art Culinaire de l'Aquitaine, concedit per la Cámara de Industria y Comercio de Burdeos
- Diploma turístic de Catalunya
- Diploma Grande Maestre, Orden de Caimada